# Hailey Bieber

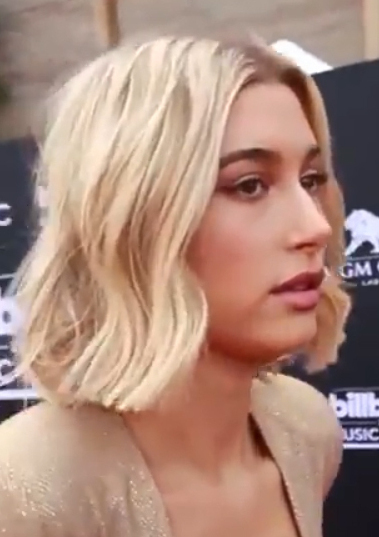
Bieber bei den Billboard Music Awards 2018

Hailey Rhode Bieber (* 22. November 1996 als Hailey Rhode Baldwin in Tucson, Arizona) ist ein amerikanisches Model und Unternehmerin. Sie ist mit Justin Bieber verheiratet.

## Leben
Hailey Bieber ist die Tochter des Schauspielers Stephen Baldwin und der Grafikdesignerin Kennya Deodato. Sie ist außerdem die Nichte von Alec Baldwin, Daniel Baldwin und William Baldwin sowie die Enkelin von Eumir Deodato. Da die mütterliche Seite ihrer Familie aus Brasilien stammt, spricht Bieber auch Portugiesisch recht fließend. Bieber wurde als evangelikale Christin erzogen und besucht Churchome, dieselbe überkonfessionelle Kirche, die auch ihr Ehemann besucht.
Nach ihrer Verlobung im Juli 2018 bestätigte Justin Bieber im November 2018, dass Baldwin und er geheiratet hatten. Dabei hat sie den Familiennamen ihres Mannes angenommen. Im August 2024 wurden sie Eltern eines Sohnes. Das Paar lebt im kanadischen Waterloo, südwestlich von Toronto.

## Karriere
Bieber stand bei der Agentur Ford Models unter Vertrag und hatte Kampagnen mit den Modefirmen Guess, Ralph Lauren, Topshop, French Connection, Sonia Rykiel, Moschino und Tommy Hilfiger. Außerdem erschien sie im Magazin Tatler. Bis Ende 2015 stand sie bei Heroes Models unter Vertrag und wechselte dann zu IMG Models.
Am 15. Juni 2022 brachte Bieber eine Hautpflegemarke namens Rhode auf den Markt, benannt nach ihrem zweiten Vornamen. Am 28. Mai 2025 gab e.l.f. Beauty Ltd. die Übernahme von Rhode für eine Milliarde Dollar bekannt. Die Transaktion umfasst eine Barzahlung von 600 Millionen Dollar, 200 Millionen Dollar in e.l.f.-Aktien an die bestehenden Anteilseigner von Rhode und eine Earn-Out-Zahlung in Höhe von 200 Millionen Dollar, die über drei Jahre je nach Erreichen der Leistungsziele zahlbar wäre. Bieber nimmt auch nach dem Verkauf für Rhode verschiedene Aufgaben wahr.